# Zacate Colorado Primero
Zacate Colorado Primero är en ort i Mexiko.   Den ligger i kommunen Ignacio de la Llave och delstaten Veracruz, i den sydöstra delen av landet, 300 km öster om huvudstaden Mexico City. Zacate Colorado Primero ligger 15 meter över havet och antalet invånare är 801.
Terrängen runt Zacate Colorado Primero är mycket platt. Runt Zacate Colorado Primero är det ganska tätbefolkat, med 72 invånare per kvadratkilometer. Närmaste större samhälle är Tlalixcoyan, 16,5 km norr om Zacate Colorado Primero. Omgivningarna runt Zacate Colorado Primero är en mosaik av jordbruksmark och naturlig växtlighet.